# ヌーブ・サイボット
ヌーブ・サイボット (Noob Saibot) は、ミッドウェイゲームズとNetherRealm Studiosの対戦型格闘ゲーム『モータルコンバット』シリーズに登場する架空の人物。初出は『Mortal Kombat II』で、隠しキャラクターとして登場。一部作品では「Noob」と表記されている。
黒装束を纏う漆黒の悪霊で、影の分身やポータルを駆使する。名前の由来は製作スタッフのエド・ブーン（Ed Boon）とジョン・トビアス（John Tobias）の二人の苗字を逆さに読み、合わせたものである。

## キャスト
演
- ダニエル・ペシーナ（『Mortal Kombat II』）
- リチャード・ディビシオ（『Mortal Kombat 3』）
- ジョン・ターク（『Ultimate Mortal Kombat 3』、『Mortal Kombat Trilogy』）
- J・J・ペリー（映画『モータルコンバット2』）

声
- ジョン・ターク（『Mortal Kombat 4』、『Mortal Kombat Gold』）
- エド・ブーン（『Mortal Kombat: Deception』）
- ジェイミーソン・プライス（『Mortal Kombat（2011年版）』）
- ショーン・チップロック（『Mortal Kombat 11』）

モーションキャプチャー
- Lawrence Kern（『Mortal Kombat（2011年版）』）

## デザインとゲーム上の特徴
初登場時のグラフィックは黒一色のシルエット。『MK:D』でデザイナーのスティーブ・ベランが初めて原画とデザインを担当したキャラクターがヌーブ・サイボットだった。ベランはより彼を印象的なキャラクターに仕上げようと試み、黒一色の外見に焦点を当てないようにした。中にはフードを被せたデザインも存在したが、新キャラクターのハヴィックに転用された 。隠しコスチュームの初期デザインは黒、赤、青の衣装であり、前垂れには「暗黒」の文字が刺繍されている。また、マスクを外した姿も描かれていたが、ハヴィックの隠しコスチュームとして収録された。タッグシステムは同作でも導入を予定されていたが、ヌーブ・サイボットとスモークのみが2人1組で戦う。この2人はタッグのコンセプトを試験的に導入したキャラクターであり、フェイタリティも連携して敵にトドメを刺すものとなる予定だった。サイボットという姓はトビアスが由来であるが、トビアスは『Mortal Kombat 3』の開発段階までこのキャラクターの存在を把握していなかった。
初出は1993年にリリースされた『Mortal Kombat II』。同作では隠しキャラクターとして登場し、50連勝すると「Goro's Lair（ゴローの隠れ家）」ステージで対戦できる。グラフィックはサブ・ゼロを黒一色に変更したもので、速度が上昇しておりスコーピオンの特殊技を使用する。『MK3』においても引き続き隠しキャラクターとして登場。同作では人間の忍者が登場しないためグラフィックはカノウのシルエットになっている。アップデート版の『UMK3』と1996年の『Mortal Kombat Trilogy』でプレイアブルキャラクターとして追加され、ゲーム中に10人存在する色違いの人間の忍者の1人として登場した。初期バージョンの『MK4』では初期キャラクターとして登場する予定だったが、アーケード版と家庭用機器版では隠しキャラクターとして収録され、代わりにレイコが初期キャラクターとして追加されている。
『MK:SM』の対戦モードでは、サブ・ゼロの同キャラ対戦時の2Pカラーはヌーブをモチーフにした配色になっている。同作の本編においてはサブ・ゼロ（弟）と対峙する姿が描かれている。
Prima Gamesはヌーブ・サイボットをシリーズで最も「あまりに強力な」キャラクターであると考え、「ガード不能の飛び道具に加えて、スモークとタッグを組んで戦ってた時代もあるし、MK9だと非常に当たり判定が大きい」と述べている。

## ストーリー
「MK3」と「UMK3」では外界の皇帝シャオ・カーンと協定を結んでいたが、それは情報収集の一環に過ぎず、影法師団（Brotherhood of Shadow）の命令で密かに彼の様子を観察していた。カーンの敗北が明白になった頃合いを見計らって離脱し、『MK4』でネザーレルムを支配する堕神シノックの元へと帰還。『MK:TE』では再びプレイアブルキャラクターとして復帰し、今回はシャオ・カーンの部下として登場。彼は善の勢力に対する攻撃を指揮し、エデニアと同盟を結んだショカンの王子ゴローに致命傷を負わせた。
『MK:D』では主を失い打ち捨てられたシャオ・カーンの宮殿の奥深くで機能を停止したスモークを発見。ヌーブはスモークの体をアンデッドとサイボーグのハイブリッドで構成された軍のベースとして利用する意図で、彼を再起動して自らの部下とした。エンディングで、実弟と再会を果たすも肉親としての感情は見せず、スモークと連携して彼を惨殺した。また、ヌーブの正体は復活したビ・ハンであることが判明しており、後発のシリーズとリブート作品『MK9』にもこの設定は踏襲されている。
2005年の『MK:SM』では、ネザーレルムの地下にて、弟のサブ・ゼロに追跡されていた。
2006年の『MK:A』にはプレイアブルキャラクターとして登場。Konquestではスモークを伴って燐塊の城に侵入し、警備を担当していた忍者のほとんどを自身の配下の戦士と同化させた。最終的にはテイヴンに敗北し、気絶したヌーブは城内に取り残された。ライデンは彼に過去の自身の姿を思い出させようと試みるも、無駄であった。
2011年の『MK9』では、初期三作のストーリーを異なる時間軸で再現しており、ライデンはモータルコンバットに参加した折、未来の自分からビジョンをキャッチする。その映像の中には、サブ・ゼロがヌーブ・サイボットへと変貌を遂げる場面が投影されており、スコーピオンによる初代サブ・ゼロの殺害を阻止するため、白井流の復活を旧神たちに依頼した。しかし、クァン・チーがスコーピオンに対し、サブ・ゼロが彼の家族を抹殺する姿を投影したビジョンを見せたことで失敗に終わる。サブ・ゼロは死後、クァン・チーのレヴナントとして蘇生させられた。ヌーブへと転生した彼はクァン・チーとシャオ・カーンの補佐役を担当し、カーンの軍に加入したサイバー・リンクエイ（サイボーグで構成された燐塊）ともコンタクトを取り合っている。第2回モータルコンバットにて初めて姿を現したが、外界が人間界を侵略するまでは重要な役割を果たすことは無かった。クァン・チーのソウルネードを人間界の守護者たちから防衛するべく派遣されたが、サブ・ゼロの名を襲名した弟に敗れ、ナイトウルフによってソウルネードとともに消滅したかに思われた。『MK11』ではソウルネードの中で生き延びていた事が判明し、増幅された力を得て復帰。数年間、影に身を潜めていたが、『MKX』にてクァン・チーが死を迎えたことにより、自由の身となった。時の守護者「クロニカ」が過去と現在の時間軸を統合した後、彼女に忠誠を誓う。同盟を結んだスコーピオンとサブ・ゼロの計画の阻止を試みたが、敗北し機能を停止したセクターとともに退却を余儀なくされている。ジャックスとジャッキー・ブリッグスによるクロニカの王冠の奪還を阻止するためシャン・ツンの島に再度現れるが、またもや敗北した。「Aftermath」ではシャン・ツンの干渉により、フウジンとシャン・ツンが交戦した同時刻に、現代のジャックスとともに出現し、フウジンに敗北。

### その他のメディア
1997年の映画『モータルコンバット2』に登場。サイラックスとスコーピオン役のスタントマンパフォーマーのJ.J. Perryが演じた。
アーマックの内部から出現し、連携してソニアを攻撃するも、助けに来たジャックスにパンチをお見舞いされて死亡した。
1998年のテレビシリーズ『Mortal Kombat: Conquest』には一度だけ登場し、クン・ラオと対峙した。

## 登場作品
- 本シリーズ
  - 『Mortal Kombat II』
  - 『Mortal Kombat 3』
  - 『Ultimate Mortal Kombat 3』（SNES版、GENESIS版、SS版）
  - 『Mortal Kombat Trilogy』
  - 『Mortal Kombat 4』
  - 『Mortal Kombat Gold』
  - 『Mortal Kombat: Tournament Edition』
  - 『Mortal Kombat: Deception』
  - 『Mortal Kombat: Unchained』
  - 『Mortal Kombat: Shaolin Monks』
  - 『Mortal Kombat: Armageddon』
  - 『Mortal Kombat（2011年版）』
  - 『Mortal Kombat 11』
- ゲスト登場
  - 『The Grid』

## 批評
2012年、UGO Networksが公開した「Top 50 Mortal Kombat Characters」で12位にランクインした。「モータルコンバットは隠し要素や、隠しキャラクターが多い。レプタイルやスモークとか。私たちのお気に入りは、ヌーブ・サイボットっていう変な名前のキャラさ」とコメントしている。2015年、Den of Geekが発表した「Mortal Kombat Characters Ranked」では8位にランクインし、「ヌーブ・サイボットは暴力の連鎖から誕生した闇の権化のような存在だ。リブート版（MK9）のスコーピオンは復讐心に駆られた結果、恐ろしい存在をこの世に解き放ってしまったね」と述べられており、格闘ゲームに変化をもたらしたキャラクターのランキングではベスト4位にランクインしている 。また、2012年にComplexより発表されたシリーズで最も過小評価されているキャラクターのランキングでは5位に名が挙げられ、「MKはビデオゲーム史に残る最高の隠し要素を持っていることで知られている」と付言された。2009年、GameProが発表したビデオゲームの色違いキャラクターのランキングで他の忍者とともにベスト3位にランクインしたが、2010年にGameInformerは、スコーピオンとサブ・ゼロ以外の同じような見た目のキャラクターを後発の作品に登場させたことを高く評価していなかった。2009年にGameSpyが選定した「バランスブレイカーな格闘ゲームキャラクター」のランキングに『MKT』のヌーブが記載されており、「Noob Saibotは「Disabler」っていう技を持ってて、この火の玉を食らうとスタンするんだ。電気アレルギーを発症するほどじゃないけど、壊れた性能の技さ」とコメントしている。
『MK9』におけるフェイタリティ「Make a Wish」はヌーブとその分身の影が、相手の両足を二人がかりで引っ張り、縦に真っ二つにするという内容で、その生々しさから批判的な意見が数多く寄せられた。2011年7月、『The Daily Show』のジョン・スチュワートは、ESRBは政府の介入なしにビデオゲームを規制できるとする連邦最高裁の判決を説明しながら、このフィニッシャーが映ったビデオを流した。Pasteのカーク・ハミルトンは「（スチュワートは）市場で間違いなく最も馬鹿げていて暴力的なゲームのシーンを映像として流した、ましてや最も残酷で苦痛に満ちたフェイタリティのシーンをだ」とコメントしている。 Complexは2013年にこのFatalityをシリーズ最高のものと位置づけた 。KotakuのMichael McWhertorはこのゲームの「ハイライト」として取り扱い、このフィニッシャーは同サイトの2013年の特集「最も凄絶なビデオゲームの死亡シーン」に含まれなかったものの、その紹介を兼ねていた。「Mortal Kombat のゴア描写がすでに高いレベルであるにもかかわらず、このフェイタリティは群を抜いている」と評された。Prima Gamesのロバート・ワークマンはモータルコンバットシリーズのフェイタリティトップ50で「Make a Wish」を9位にランクインさせた。また、FHM誌のリブート版MKで最も残酷なフィニッシャー9選に含まれている。TechTimesのCameron Kochが2015年に発表した「フランチャイズ史上最高のフィニッシャー10選」では4位にランクインし、MK9の中で「最も陰惨なフェイタリティの1つ」と評された。